# 신호 (16세기)

남원성 전투 당시 일본군의 공략도

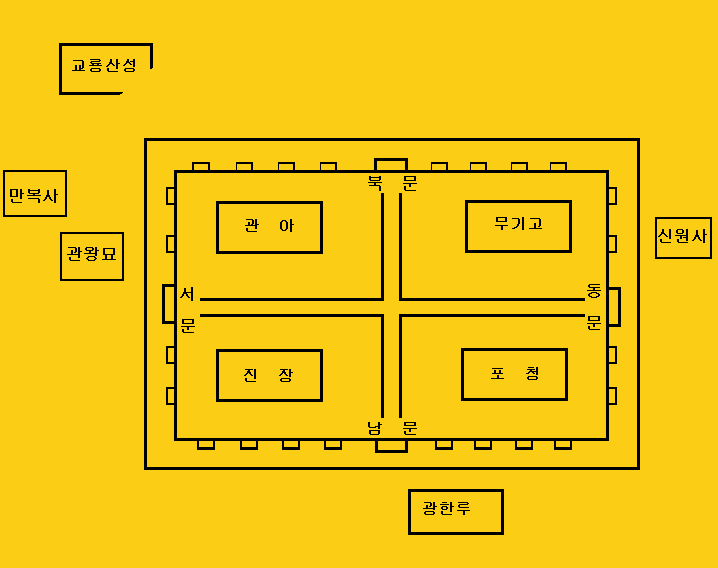
남원성 내부 간략도

신호(申浩, 1539년 ~ 1597년 8월)는 조선 중기의 무신이다. 본관은 평산(平山). 자는 언원(彦源), 시호는 무장(武壯)이다. 선대 때에 전라도 고부로 이주하여 살았다.
과거 급제 후 여러 벼슬을 지내고 임진왜란 때는 이순신 휘하의 장수로 옥포 해전, 사천 해전, 한산도 대첩, 안골포 해전 등의 여러 공을 세워 통정대부로 승진되었다.

## 생애
1567년(명종 22년) 무과에 급제해 조산보만호(造山堡萬戶)에 임명되었다. 그 뒤 북방의 외직을 전전하며 북방에서 변경을 수비, 그 후 내직으로 복귀하여 도총부도사, 경력 등을 지냈다. 1592년 당시 조선수군의 낙안군수로 있을 때 임진왜란이 일어나자 이순신을 도와 견내량과 안골포 등지에서 공을 세워 활약했다. 통정대부로 임명되었다. 1596년 조선에서 역병이 생기자 한산도 기지에서 백성과 수군들이 8,000명에 가까운 병사자들이 속출되었다. 약재와 의료품도 매우 부족한 상황이였고 이순신은 조정에 바칠 세금과 군량미를 약재와 의료품으로 바꾸려고했으나 수군장수들은 그것을 말렸기 때문에 결국은 조정에 바칠수밖에 없었다. 신호는 죽어가는 조선수군과 한산도 백성들을 위해 그 세금과 군량미를 단독으로 몰래 약제와 의료품을 구매했다. 조정에 보낼 세금과 군량미를 단독으로 약제와 의료품을 구매하여 한산도의 수군과 백성들을 죽게 놔둘 수 없기에 그들을 살리기 위해 사용했다고 조정에 보고했다. 조선수군과 한산도 백성과 이순신을 위해 스스로 모든책임을 지고 사임을 하였고 조선육군으로 근무하였다.
1597년(선조 30년) 정유재란 때에는 교룡산성수어사(蛟龍山城守禦使)로 있다가 교룡산성에서 고니시 군을 맞았으며, 그해 8월 남원성의 포위를 풀기 위해 올라온 이복남의 5천 군사와 합류하여 남원 전투에 참전했다가 전사했다.
후에 선무원종공신 1등에 추록되고 증 형조판서에도 추증되었다. 남원의 칠충신사에 제향되었고 1612년(광해군 4년) 충렬사(忠烈祠)의 사액이 내려졌다.

## 같이 보기
- 남원성 전투
- 고니시 유키나가
- 이복남
- 임현
- 정기원
- 정충사지